# 烏德勒支大教堂

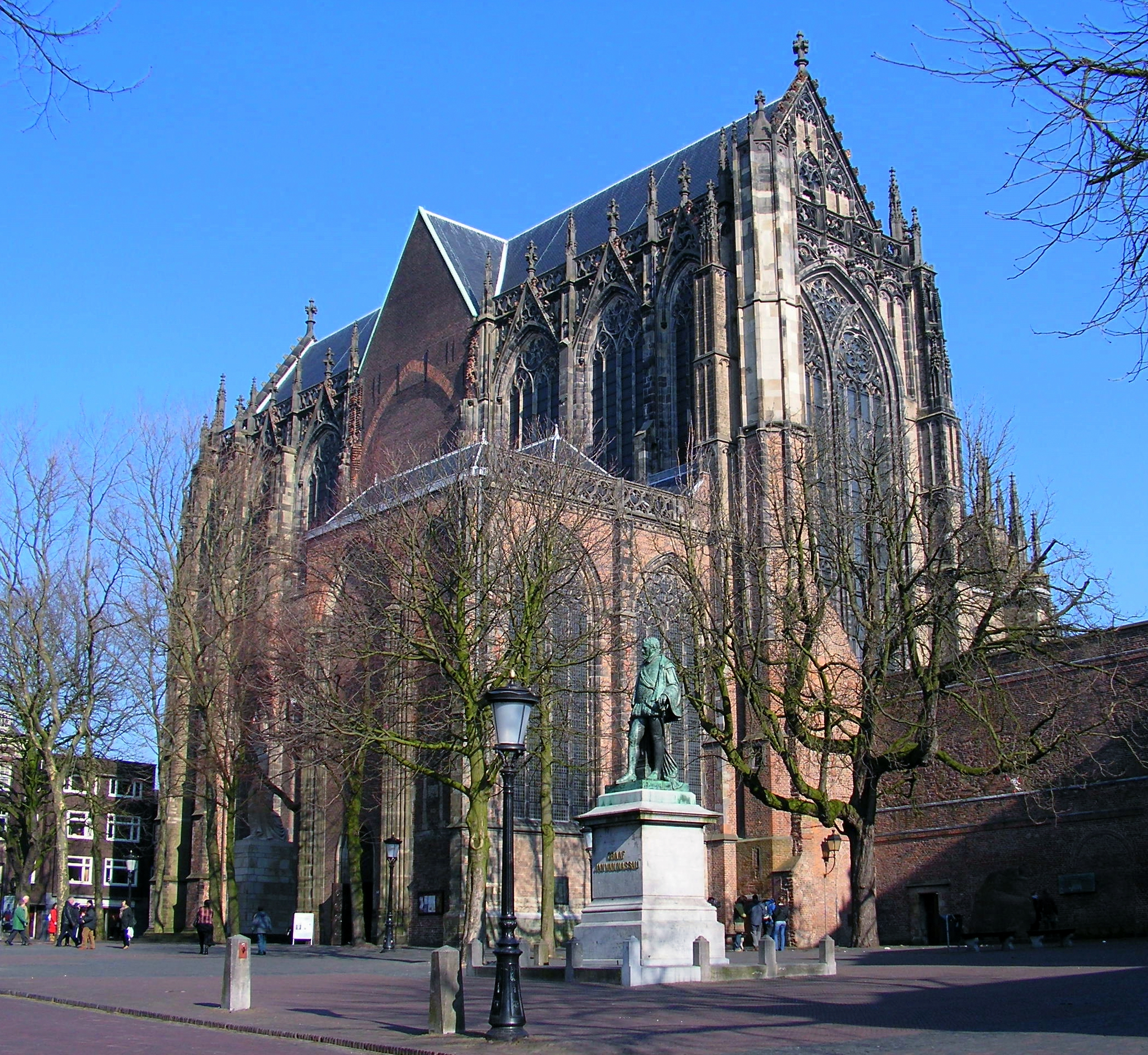
烏德勒支大教堂

烏德勒支大教堂（荷蘭語：Dom van Utrecht）是位於荷蘭城市烏德勒支的一座教堂，也曾經是荷蘭最大的教堂。現在烏德勒支大教堂仍然是烏德勒支的地標之一。自1580年開始是新教教堂。

## 外部連結
- domkerk.nl, the church's official website

52°05′27″N 5°07′18″E / 52.09083°N 5.12167°E